# Трновче (Велика Плана)
Трновче је насеље у Србији у општини Велика Плана у Подунавском округу. Према попису из 2022. има 757 становника (према попису из 2011. било је 856 становника).

## Географија
Трновче је насеље у Србији у општини Велика Плана у Подунавском округу. Налази се на путу Велико орашје –Крњево -Трновче – Милошевац - Лозовик који се спаја са Цариградским путем и недалеко од пруге Смедерево – Велика Плана. Ово село се налази на левој обали Велике Мораве на удаљености око 37 км од Смедерева и око 12 км од Велике Плане И претежно је равничарско село са надморском висином од 89 м. Трновче има око 350 домова и 1060 становника по попису од 2004 године, а простире се на 1120 хектара.

## Историја
Село се налази северно од Великог Орашја, у пространој долини Мораве. О оснивању овога насеља постоји исто предање као и за суседна насеља Крњево и Велико Орашје. Сама Велика Плана настаје тек крајем 19.века, мада се верује да је на просторима Велике Плане некада било римско одмаралиште и војни логор, при крају 19. века у Плани није било више од десетак кућа.По предању постојало је старо насеље Ливада-Ливадица на месту које се зове Селиште, у близини Крњева, Орашја и Трновча. Због Турака се становништво овога насеља раселило, па су једни основали данашњу Ливадицу (пожаревачку). Други су основали Велико Орашје, а трећи се населе у Савановац, па како су и ту били на удару Турцима, уклоне се одатле, те једни заснују Крњево, а други оду у трње ка Морави и оснују данашње Трновче. Са Орашијем, Трновче је чинило општину до краја 19. века. У првој половими 18. века Трновчани су саградили прву цркву која се звала Маџарска, иначе су ову цркву користила сва околна насеља. Ова црква је убрзо напуштена, јер је Морава поплавила и цркву и гробље.
Трновче се помиње у арачким списковима и имало је 1818. године 35 кућа а по попису из 1921. године у селу је било 293 куће са 1.393 становника.
За најстарије породице се сматрају Влајковци, Чолаци и Пурићи. Влајковци и Чолаци су старином од Косова и њихови су преци овамо дошли из старог насеља Ливадице. Обе су породице данас многобројне и имају велики број кућа. Зову се општим именом Влајковци и Чолаци, али имају разна презимена. Остале су породице дошле из разних крајева.` . (подаци крајем 1921. године).

## Култура
У самом центру села Трновче, налази се парк где постоји споменик палим борцима у 1 и 2 светском рату, дом културе са унутрашњом и спољашњом позорницом, месна заједница и дом здравља. Тик иза , кроз парк, улази се у двориште основна школa и забавиште. Деца из овог краја се истичу као најбоља по учењу у општини Велика плана али и на факултетима. KУД ’’Ђура Јакшић ’’ је активан и постоји фолклор, актив жена, драмска секција , библиотека и клуб извиђача. Фудбалски клуб ’’Полет’’, настао је 1943 године, а од осталих спортова издвајају се шах, стони тенис, стрељачки клуб као и пар мештана који се баве коњичким спортом. Постоје и 3 радње, 1 кафана и 1 кафић, 2 терена намењена спортским активностима, задруга, сепарација , црква и сеоско гробље. Месна заједница помаже рад фудбалског клуба, риболовачког клуба и извиђача, али организује турнире у складу са интересовањем.
Иако је мало село, Трновче , је постигло значајне резултате у многим областима, понајвише у култури (ФЕДРАС), хранитељству, корпарству и задругарству али Трновчани су истицани и као врсни ратари , сточари, ловци и спортисти. У почетку Трновчани су се бавили сточарством и рибарством, касније је плетарство била примарна делатност у селу, чак и данас неке породице одржавају овај ретки и лепи занат. Корпари су имали интернационалну производњу.
У Трновчу је зачет ФЕДРАС, илити Фестивал драмских аматера села, настао је 1973 године, са трајањем од 1-5 априла, и трајао је успешно 17 година, све до 1990, када је преселен ван села.
Трновчани су прихватили хуману дужност да буду старатељи деце Центра за породични смештај ’’ Рада Младеновић – Црна’’ из Милошевца. У њихове домове, смештено је, негује се и школује сразмерно велики број деце из ове установе. Децу прихватају као своју, и брину о школовању и професионалном усмерењу деце, док породице похађају семинаре (из области хранитељства, здравственог, педагошког, и псиолошког образовања ) и прихаватају помоћ стручњака из Центра.
Становништво се бави претежно земљорадњом и сточарством, али и занатством (корпе и намештај од природног прућа). Близина Велике Мораве омогућава и бављење риболовом. Што се тиче образовне структуре становништва 60% су са основном школом. 40% са средњом и око 10% је са вишом и високом школом.

## Демографија
У насељу Трновче живи 830 пунолетних становника, а просечна старост становништва износи 42,6 година (41,5 код мушкараца и 43,6 код жена). У насељу има 328 домаћинстава, а просечан број чланова по домаћинству је 3,23.
Ово насеље је великим делом насељено Србима (према попису из 2002. године), а у последња три пописа, примећен је пад у броју становника.
|  |

| Демографија | Демографија | Демографија |
| Година      | Становника  | Становника  |
| ----------- | ----------- | ----------- |
| 1948.       | 1.565       |             |
| 1953.       | 1.608       |             |
| 1961.       | 1.546       |             |
| 1971.       | 1.425       |             |
| 1981.       | 1.318       |             |
| 1991.       | 1.272       | 1.205       |
| 2002.       | 1.060       | 1.128       |
| 2011.       | 856         |             |
| 2022.       | 757         |             |

| Етнички састав према попису из 2002.‍ | Етнички састав према попису из 2002.‍ | Етнички састав према попису из 2002.‍ | Етнички састав према попису из 2002.‍ | Етнички састав према попису из 2002.‍ |
| ------------------------------------ | ------------------------------------ | ------------------------------------ | ------------------------------------ | ------------------------------------ |
|                                      |                                      |                                      |                                      |                                      |
| Срби                                 | Срби                                 |                                      | 1.052                                | 99,24%                               |
| Муслимани                            | Муслимани                            |                                      | 3                                    | 0,28%                                |
| Хрвати                               | Хрвати                               |                                      | 2                                    | 0,18%                                |
| Црногорци                            | Црногорци                            |                                      | 1                                    | 0,09%                                |
| непознато                            | непознато                            |                                      | 2                                    | 0,18%                                |

| Година пописа     | 1948. | 1953. | 1961. | 1971. | 1981. | 1991. | 2002. |
| ----------------- | ----- | ----- | ----- | ----- | ----- | ----- | ----- |
| Број домаћинстава | 356   | 363   | 380   | 373   | 370   | 354   | 328   |

| Број чланова      | 1  | 2  | 3  | 4  | 5  | 6  | 7  | 8 | 9 | 10 и више | Просек |
| ----------------- | -- | -- | -- | -- | -- | -- | -- | - | - | --------- | ------ |
| Број домаћинстава | 80 | 78 | 38 | 50 | 32 | 23 | 15 | 7 | 2 | 3         | 3,23   |

| Пол    | Укупно | Неожењен/Неудата | Ожењен/Удата | Удовац/Удовица | Разведен/Разведена | Непознато |
| ------ | ------ | ---------------- | ------------ | -------------- | ------------------ | --------- |
| Мушки  | 420    | 110              | 270          | 20             | 20                 | 0         |
| Женски | 453    | 64               | 277          | 103            | 8                  | 1         |
| УКУПНО | 873    | 174              | 547          | 123            | 28                 | 1         |

| Пол    | Укупно                    | Пољопривреда, лов и шумарство | Рибарство                            | Вађење руде и камена | Прерађивачка индустрија       |
| ------ | ------------------------- | ----------------------------- | ------------------------------------ | -------------------- | ----------------------------- |
| Мушки  | 211                       | 97                            | 0                                    | 2                    | 44                            |
| Женски | 123                       | 70                            | 0                                    | 0                    | 17                            |
| УКУПНО | 334                       | 167                           | 0                                    | 2                    | 61                            |
| Пол    | Производња и снабдевање   | Грађевинарство                | Трговина                             | Хотели и ресторани   | Саобраћај, складиштење и везе |
| Мушки  | 9                         | 9                             | 22                                   | 3                    | 13                            |
| Женски | 1                         | 2                             | 13                                   | 3                    | 2                             |
| УКУПНО | 10                        | 11                            | 35                                   | 6                    | 15                            |
| Пол    | Финансијско посредовање   | Некретнине                    | Државна управа и одбрана             | Образовање           | Здравствени и социјални рад   |
| Мушки  | 0                         | 2                             | 2                                    | 3                    | 3                             |
| Женски | 0                         | 0                             | 2                                    | 6                    | 7                             |
| УКУПНО | 0                         | 2                             | 4                                    | 9                    | 10                            |
| Пол    | Остале услужне активности | Приватна домаћинства          | Екстериторијалне организације и тела | Непознато            | Непознато                     |
| Мушки  | 0                         | 0                             | 0                                    | 2                    | 2                             |
| Женски | 0                         | 0                             | 0                                    | 0                    | 0                             |
| УКУПНО | 0                         | 0                             | 0                                    | 2                    | 2                             |

## Коришћена Литература
- „Летопис“: Подунавска места и обичаји Марина (Беч 1999 г.). Летопис период 1812 – 2009 г. Саставио од Писаних трагова, Летописа, по предању места у Јужној Србији, места и обичаји настанак села ко су били Досељеници чиме се бавили мештани
- Извор Монографија Подунавске области 1812-1927. објавјено (1927 г.)„Напредак Панчево,,
- Извор ``Трновче“ - Мр Дарко Ивановић , издато 2011 године
- Напомена

У уводном делу аутор је дао кратак историјски преглед овог подручја од праисторијских времена до стварање државе Краљевине Срба, Хрвата и Словенаца. Највећи прилог у овом делу чине ,»Летописи« и трудио се да не пропусти ниједну важну чињеницу у прошлости описиваних места.